# Discestra alta
Discestra alta là một loài bướm đêm trong họ Noctuidae.